# Chinochthamalus
Chinochthamalus is een zeepokkengeslacht uit de familie van de Chthamalidae. De wetenschappelijke naam van het geslacht werd voor het eerst geldig gepubliceerd in 1980 door Foster.

## Soorten
De volgende soort is bij het geslacht ingedeeld:
- Chinochthamalus scutelliformis (Darwin, 1854)
  - = Chamaesipho scutelliformis Darwin, 1854